# Soner Demirtaş
Soner Demirtaş (Tocate, 25 de junho de 1991) é um lutador de estilo-livre turco, medalhista olímpico. 

## Carreira
Demirtaş competiu na Rio 2016, na qual conquistou a medalha de bronze, na categoria até 74 kg.